# Fuerte de San Cristóbal (Badajoz)
El Fuerte de San Cristóbal forma parte del recinto abaluartado de la ciudad de Badajoz (España), está catalogado como Bien de Interés Cultural.
Levantado durante la Guerra de Restauración portuguesa, fue una de las primeras obras que potenciaron el sistema defensivo medieval de Badajoz y se inició su construcción en 1642. En sus cercanías se libró la Batalla de Gévora el 19 de febrero de 1811.
Tiene forma rectangular con dos pequeños baluartes y dos semi-baluartes unidos mediante una gola aspillerada. Las murallas están dotadas de un foso revestido. La parte de la muralla que une los dos baluartes está protegido por un revellín. Estaba dotado con cañoneras para doce cañones y capacidad para unos 300 fusileros.
En su interior alberga el Centro de Interpretación de Fortificaciones de la Frontera.